# Acanthorhynchus
Acanthorhynchus es un género de aves paseriformes perteneciente a la familia Meliphagidae. Sus miembros son propios de Australia.  

## Especies
Contiene dos especies:
- Acanthorhynchus superciliosus - picoespina occidental;
- Acanthorhynchus tenuirostris - picoespina oriental.